# Carit Etlar

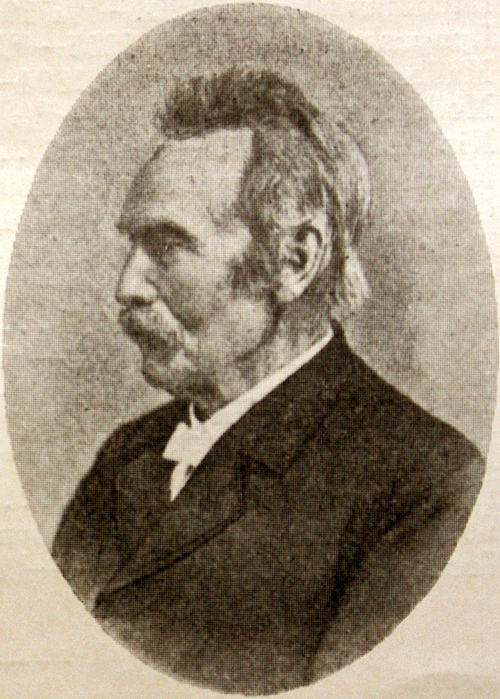
Carl Brosbøll alias Carit Etlar

Carit Etlar (Pseudonym von Johan Carl Christian Brosbøll; * 7. August 1816 in Fredericia; † 9. Mai 1900 in Gentofte) war ein dänischer Schriftsteller.

## Leben
Etlar widmete sich anfänglich der Malerei an der Königlich Dänischen Kunstakademie in Kopenhagen, ging dann aber, verwaist und ohne Vermögen, zur Schriftstellerei über und schrieb zu seinem Unterhalt Romane und Theaterstücke.
Nachdem er 1844 das Examen artium bestanden hatte, erhielt er zwei Jahre später die goldene Medaille der Universität Kopenhagen für die Beantwortung einer ästhetischen Preisaufgabe. Bereits früher hatte er Aufmerksamkeit durch seine Novelle Smuglerens Søn (Der Sohn des Schmugglers, deutsch 1848) erregt, die unter dem (auch nachher beibehaltenen) Dichternamen Carit Etlar erschienen war. Dieses Pseudonym ist ein Anagramm von „Carl Tertia“, d. h. von seinem Vornamen und dem seiner ersten großen Liebe Tertia Fabricius. Wegen ihres frühen Todes konnte Etlar sie aber nicht heiraten, sondern schloss 1851 eine – unglückliche – Ehe mit Hansine Thorbjørnsen. 1886 löste Etlar diese Ehe auf, um die 37 Jahre jüngere Olga Augusta Schultz zu heiraten, die bis zu seinem Tod mit 84 Jahren bei ihm blieb.
Der Durchbruch als Autor gelang Etlar in den 1850er Jahren mit seinen historischen Romanen Gjöngehövdingen (Der Häuptling der Gjöngen, 3. Aufl. 1854) und Dronningens Vagtmester (Der Wachtmeister der Königin). Die Fähigkeit geschichtlicher Farbengebung und kräftiger realistischer Charakteristik, welche er hier ahnen ließ, hat er später bedeutend entwickelt, so etwa in seinem Herverts Krönike (1863), Viben Peter (1875), Folk i Nöd (Das Volk in Not, 1878) und Salomon Baadsmand (Salomon Bootsmann, 1880). Mit Feinheit und Sympathie zeichnete er in Et Pleiebarn und Abraham, Isak og Jakob Bilder aus dem Leben der Tater in Jütland („Tater“ ist die historische skandinavische Bezeichnung für fahrendes Volk bzw. Roma, vgl. Resandefolket). Weniger hervorragend war Etlar als dramatischer Dichter (Naar Solen gaar ned, Herr Lauge med den tunge Haand, Rörfuglen), obgleich es seinen Schauspielen an keinem szenischen Effekt mangelt. Seine Reiseschilderungen Arabere og Kabylere (1868) sowie Gjennem Ungarn og Siebenbürgen (1871) sind voll interessanter Szenerien und malerischer Situationen.
Etlar war einer der produktivsten dänischen Dichter und wurde als legitimer Nachfolger von Walter Scott angesehen. Seine Phantasie war außerordentlich reich und fruchtbar und sein Sinn für das Markante und Charakteristische stark ausgeprägt. Seine leichte Art und Weise zu produzieren war jedoch der Entwicklung seines bedeutenden Talents nicht immer förderlich. Etlar war auch Inspektor der königlichen Bibliothek zu Kopenhagen. Seine Schriften (Skrifter) erschienen in 24 Bänden (Kopenhagen 1859–68); eine neue Sammlung (Skrifter, ny Samling) erschien in fünf Bänden (Kopenhagen 1873–79).

## Werke
- Smuglerens Søn – Roman (1839)
- Madsalune – Roman (1841)
- Strandrøveren – Roman (1853)
- Gjøngehøvdingen – Roman (1853)
- Dronningens Vagtmester – Roman (1855)
- Vaabenmesteren – Roman (1855)
- Herremænd – Novelle (1855)
- I Dynekilen – Schauspiel (1862)
- Herverts Krønike – Roman (1863)
- Krigsbilleder – Novelle (1865)
- Broget Selskab – Novelle (1868)
- Tranens Varsel – Roman (1869)
- Viben Peter – Roman (1874)
- Tordenskjold i Dynekilen – Schauspiel (1872)
- Fangen paa Kalø – Roman (1877)
- Salomon Baadsmand – Roman (1881)